# Krome Studios
Krome Studios è un'azienda australiana per lo sviluppo dei videogiochi fondata nel 2002 da Robert Walsh e viene diretta da John Passfield.

## Storia
La Krome Studios, diretta tuttora da John Passfield e fondata nel 2002 da Robert Walsh, nei suoi lavori ha creato videogiochi per Xbox, Nintendo Gamecube, PlayStation 2, PlayStation, PC, Nintendo Wii, Game Boy Advance e Dreamcast. Di seguito sviluppò videogiochi per altre piattaforme, ovvero PlayStation Portable, Xbox 360 e PlayStation 3.
Essa è nota sopra tutto per i giochi The Legend of Spyro: The Eternal Night e The Legend of Spyro: A New Beginning.
L'azienda, con degli studi a Melbourne, Adelaide e Brisbane, la Krome Studios ebbe oltre 300 impiegati ed è la responsabile di all'incirca il 25% della forza lavoro nello sviluppo dei videogiochi australiani.
Nel 2010, la Krome Studios fu assienata al cinquantaduesimo posto nelle aziende per i videogiochi, mettendola insieme alla Electronic Arts, Sierra Entertainment, Lucas Arts, Epic Games, Activision e Blizzard Entertainment. Il 18 agosto 2010 è stato detto che l'azienda ebbe chiuso, ma il 1º novembre dello stesso anno si rivelò essere una falsa notizia.
La Mascotte dell'azienda è Ty la tigre della Tasmania.

## Sedi
- Krome Studios Melbourne
- Krome Studios Adelaide
- Krome Studios Brisbane

## Giochi sviluppati[2]
Elenco di alcuni dei videogiochi più famosi dell'azienda.
- Championship Surf (2000)
- Pippo: Acropazzie sullo skate (2001)
- Ty la tigre della Tasmania (2002)
- The Adventures of Jimmy Neutron: Jet Fusion (2003)
- Ty la tigre della Tasmania 2: La banda del boomerang (2004)
- King Arthur (2004)
- Ty the Tasmanian Tiger 3: Night of the Quintak (2005)
- The Legend of Spyro: A New Beginning (2006)
- Viva Piñata: Party Animals (2007)
- The Legend of Spyro: The Eternal Night (2007)
- Star Wars: Il potere della Forza (2008)
- Star Wars: The Clone Wars - L'era dei duelli (2008)
- Scene it (2008)
- Hellboy: The Scienze of Evil (2008)
- Star Wars: Gli Eroi della Repubblica (2009)
- Transformers - La vendetta del caduto (2009)
- Game Room (2010)
- Blade Kitten (2010)
- Il regno di Ga'Hoole (2010)
- Full House Poker (2010)
- Bush Rescue HQ (Facebook, 2010)